# Dziwny ten świat – opowieść Niemenem
Dziwny ten świat – opowieść Niemenem – spektakl muzyczny Janusza Radka, składający się z piosenek z repertuaru Czesława Niemena.
W programie znalazł się także jeden utwór premierowy – autorska piosenka Janusza Radka „Co dzień”. Artyście towarzyszy orkiestra pod kierunkiem Tomasza Filipczaka – aranżera i producenta muzycznego projektu.
25 września 2009 ukazała się płyta z nagraniem koncertu, który odbył się Bielskim Centrum Kultury w Bielsku-Białej 8 maja 2009. Dwupłytowa edycja specjalna zawiera także sześć innych piosenek z repertuaru Czesława Niemena nagranych w studiu w wersji akustycznej z towarzyszeniem fortepianu. Artysta dedykował płytę swoim córkom Zuzannie i Anieli.
Nagrania uzyskały status złotej płyty.
Producentem programu jest Agencja DUO Marek Suszkiewicz i Janusz Fryc.

## Lista utworów
Koncert Live
1. „Baw się w ciuciubabkę / intro”
2. „Baw się w ciuciubabkę” (muz. Czesław Niemen, sł. Jacek Grań)
3. „Płonie stodoła” (muz. Czesław Niemen, sł. Marta Bellan)
4. „Wspomnienie” (muz. Marek Sart, sł. Julian Tuwim)
5. „Pod Papugami” (muz. Mateusz Święcicki, sł. Bogusław Choiński, Jan Gałkowski)
6. „Sen o Warszawie” (muz. Czesław Niemen, sł. Marek Gaszyński)
7. „Dziwny jest ten świat” (muz. i sł. Czesław Niemen)
8. „Jednego serca” (muz. Czesław Niemen, sł. Adam Asnyk)
9. „Czy mnie jeszcze pamiętasz” (muz. Czesław Niemen, sł. Jacek Grań)
10. „Jołoczki sasionoczki” (muz. Czesław Niemen, sł. ludowe)
11. „Ptaszek” (muz. Czesław Niemen, sł. Maria Pawlikowska-Jasnorzewska)
12. „Dostał Krzyś automat nowy” (muz. Czesław Niemen, sł. Jan Brzechwa)
13. „Nim przyjdzie wiosna” (muz. Czesław Niemen, sł. Jarosław Iwaszkiewicz)
14. „Wesołego powszedniego dnia” (muz. Czesław Niemen, sł. Wojciech Młynarski)
15. „Co dzień” (muz. Janusz Radek, Tomasz Filipczak, sł. Janusz Radek)
16. „Dobranoc” (muz. Andrzej Kurylewicz, sł. Adam Mickiewicz)

Jeszcze bliżej
1. „Jaki kolor wybrać chcesz?” (muz. Marian Zimiński, sł. Marek Gaszyński)
2. „Domek bez adresu” (muz. Andrzej Korzyński, sł. Andrzej Tylczyński)
3. „Włóczęga” (tradycyjny utwór rosyjski, ar. Czesław Niemen, sł. Zbigniew Adrjański, Zbigniew Kaszkur)
4. „Obok nas” (muz. Wojciech Piętowski, sł. Janusz Odrowąż-Wiśniewski)
5. „Czas jak rzeka” (muz. i sł. Czesław Niemen)
6. „Mów do mnie jeszcze” (muz. Czesław Niemen, sł. Kazimierz Przerwa-Tetmajer)

## Wykonawcy
Koncert Live
- Janusz Radek – śpiew
- Tomasz Filipczak – dyrygent, programming, aranżacje utworów
- Paweł Piątek – instrumenty klawiszowe
- Marek Buchowicz – bas
- Dariusz Bafeltowski – gitara
- Robert Luty – perkusja
- Mariusz Mielczarek – saksofon tenorowy i flet
- Piotr „Ziarek” Ziarkiewicz – trąbka
- Andrzej Rękas – puzon
- Paulina Mastyło, Dawid Lubowicz, Mateusz Zaziębło, Michał Osmycki, Ewa Wacławczyk, Kuba Nowak – skrzypce I
- Anna Witkowska, Alicja Stupnicka, Krystyna Steczkowska, Helena Matuszewska, Katarzyna Pyrć – skrzypce II
- Kamil Walasek, Liliana Dąbrowska, Jakub Fiebig, Aleksandra Świdzińska – altówki
- Jan Stokłosa, Dariusz Dudziński, Katarzyna Świętochowska – wiolonczela

Jeszcze bliżej
- Janusz Radek – śpiew
- Tomasz Filipczak – fortepian

## Sprzedaż
| Oficjalna Lista Sprzedaży OLiS |    |    |    |    |    |
| Tydzień                        | 01 | 02 | 03 | 04 | 05 |
| Pozycja                        | 20 | 6  | 11 | 16 | 24 |